# Чорний Ліс (Логойський район)
Чорний Ліс — (біл. вёска Чорны Лес), село (веска) в складі Логойського району розташоване в Мінській області Білорусі, підпорядковане Логойській селищній раді.
Село Чорний Ліс розташоване в центральних районах Білорусі, в північній частині Мінської області - орієнтовне розташування.